# Mândra
Mândra é uma comuna romena localizada no distrito de Brașov, na região histórica da Transilvânia. A comuna possui uma área de 65.00 km² e sua população era de 2961 habitantes segundo o censo de 2007.